# Zhang Li (escrime)
Pour les articles homonymes, voir Zhang Li.
Zhang Li  (chinois simplifié : 张利 ; chinois traditionnel : 張利 ; pinyin : Zhāng lì) est une escrimeuse chinoise pratiquant l'épée, née le 29 novembre 1981 à Yingkou.
Zhang a gagné la médaille d'or par équipe aux championnats du monde d'escrime 2006, aux côtés de Li Na, Luo Xiaojuan et Zhong Weiping, en battant en finale l'équipe de France.

## Palmarès
- Championnats du monde
  -  Médaille d'or par équipes aux championnats du monde 2006 à Turin
  -  Médaille d'argent par équipes aux championnats du monde 2008 à Pékin

- Jeux asiatiques
  -  Médaille d'argent en individuel aux Jeux asiatiques de 2006 à Doha